# Armand François Louis de Mestral de Saint-Saphorin
Armand François Louis de Mestral de Saint-Saphorin (* 8. Februar 1738 in Saint-Saphorin-sur-Morges, Kanton Vaud, Schweiz; † 13. Dezember 1805 in Wien, Kaisertum Österreich) war ein schweizerischer Adliger und dänischer Gesandter in Polen, Spanien, den Niederlanden, Russland und der Habsburgermonarchie.

## Leben
Armand de Mestral war ein Sohn von Gabriel-Henry de Pampigny und Judith-Louise de Pesmes, einer Tochter von François-Louis de Pesmes de Saint-Saphorin. Er wurde Herr von Saint-Saphorin, Vufflens-la-Ville, Dizy, Coinsins und Ganolier. Er war evangelisch-reformiert. Armand de Mestral studierte Staatswissenschaften in Genf und 1758/59 in Göttingen.
Der dänische Außenminister Johann Hartwig Ernst von Bernstorff vermittelte ihn 1762 als Kammerjunker und Legationssekretär an Graf von der Osten nach Dresden und Warschau. 1763 begleitete Mestral  als Chargé d’affaires Graf von der Osten nach Sankt Petersburg.
1765 wurde Armand de Mestral dänischer Ministerreferent in Warschau und 1767 Gesandter. Mit diplomatischem Geschick unterstützte er Außenminister Bernstorff in dessen Bemühen, den Untergang des polnischen Staates zu verhindern. Er unterstützte außerdem die Lutheraner in Warschau, indem er auf dem Gelände der Gesandtschaft eine hölzerne Kirche errichten ließ und Pfarrer Johann Jakob Scheidemantel holte. Dieser hielt die ersten evangelischen Gottesdienste in Warschau überhaupt, da den Protestanten in Polen diese offiziell nicht erlaubt waren.
Armand Mestral de Saint-Saphorin wurde 1773 dänischer Gesandter in Madrid, 1778 in den Niederlanden, 1784 in Sankt-Petersburg und 1790 in Wien. Dort starb er 1805.
Armand Mestral de Saint-Saphorin war nicht verheiratet. Er war ein Sammler von Gemälden und Kupferstichen.

## Auszeichnungen
- Ritter des Ordens des Weißen Adlers, 1773, Polen
- Ritter des Sankt-Stanislaus-Ordens, 1773, Polen